# Odensegade
 For alternative betydninger, se Odensegade (flertydig). (Se også artikler, som begynder med Odensegade)
Odensegade er en ca. 300 meter lang gade og er en sidegade til Østerbrogade.

## Gadens historie
Gaden blev opkaldt efter Odense i 1889 og er en del af en række gade på Østerbro, der er opkaldt efter danske købstæder og andre større provinsbyer.
Det var folk af det bedre borgerskab, der satte sit præg på vejviseren. På tredje sal i nr. 3 var der hofjægermesterinde T.M.L. Rehling-Quistgaard. I nr. 2 læge Ivar Friis, og pastor emeritus Helleman, født 1842, tidligere sognepræst i Gislum-Vonsild. I nr. 12 ingeniør Hirschsprung og baron Einar M. Gyldenkrone, enkebaronesse Andrea Louise Wedell-Wedellsborg boede i nr. 28. M. Jensen drev i nr. 20 pensionat for ingeniører og handelsagenter.
Beliggenheden tæt på Trianglen var medvirkende til at Odensegade for hundrede år siden var en livlig handelsgade. I nr. 5 var der damefrisørinde Henriette Randrup, i nr. 7 Dansk Papyrolithfabrik (papyrolith var et gulvbelægningsmateriale, et alternativ til linoleum, men slog aldrig rigtig igennem), K. Nielsen havde vaskeri i nr. 17. I nr. 12 var der Dansk Kaffebod og urtekræmmer Karl Bendt. Statens Lærerhøjskole lå i nr. 14, hvor også forstanderen professor Hans Thorvald Olrik (1862-1924) boede. Albumin kemisk fabrik lå i nr. 23 I nr. 4 var der postkontor og telegrafsstation, og C. Olsens Enkes Kødudsalg.
I 1955 var der stadig masser af småhandlende. Cykleværkstedet Trianglen lå i nr. 5, nabo til K.L. Clausens skomagerværksted. I nr. 17 Dansk Guldsmedehåndværk og –værksted ved Einar Jørgensen, nabo til Blad-Ekspeditionen ved Christian Hundal.
Viktualiehandler Magnella Sørensen var i nr. 19, ligesom skrædderiet Alfa ved E. Elmklint. Danish Machine Tools ved Hans Hviid i nr. 23. I nr. 4 var der Mejeriet Triangel ved Carl Holst-Nielsen, Tria-Renseriet lå i nr. 22 drevet af Over Rasmussen og Martha Torp.
Foreningslivet var repræsenteret ved kordegn J.F. Øssursons Færøsk forening i nr. 6.
I nr. 14 havde Bogens Verden og Statens Bibliotekstilsyn (1910-1989, opgaverne varetages nu af Biblioteksstyrelsen) tidligere til huse.
Det var stadig pæne folk, der boede i gaden, som fx pastor emeritus A. Westhausen, forhenværende godsejer F. Castenskiold, begge i nr. 11. De nye tider kunne dog også ses ved Else Andersson i nr. 28, hun var nemlig afspændingspædagog, et fag der voksede frem i 1940'erne.

## Nævneværdige bygninger i gaden
Bygningerne er typiske københavnske etageejendomme. Nr. 23 og 25 er begge fra 1907 og har et meget frisk og moderne udtryk, der peger hen mod nyklassicismen næsten tyve år senere. Der er et halvrundt vindue øverst ved begge trappeopgange, men bygningerne er forsøgt differentieret ved forskellige sokler: Nr. 23 er i granit og har svungne linjer i døren. Begge huse er kødfarvede.
Nr. 24-26 er et lille indhak. Husene fra 1908 er i røde mursten, der er en bort i lysegråt puds med tre bølgelinjer på rød bund ved anden sal.